# Борозёнщина
Борозёнщина — опустевший поселок в Клинцовском районе Брянской области в составе  Рожновского сельского поселения.

## География
Находится в западной части Брянской области на расстоянии приблизительно 27 км на запад-юго-запад по прямой от вокзала железнодорожной станции Клинцы на правом берегу реки Ипуть.

## История
Возник в 1930-е годы. В XX веке работали колхозы «Красная Борозёнщина» и им. Ленина. На карте 1941 года показан как поселение с 29 дворами.
По состоянию на 2020 год опустел.

## Население
Численность населения: 1 человек (2002), 1 в 2010, 0 (2013).
Будет упразднен как фактически не существующий в связи с переселением всех жителей на постоянное место жительства в другие населённые пункты